# 江苏生产建设兵团
江苏生产建设兵团，是1969年至1975年设于中国江苏省的由军队管理的农垦组织。以下乡知识青年为主，包括现役军人、复转退军人、地方干部、农垦职工等群体组成。采取兵团-师-团-连建制，不常设营级。 

## 历史
1969年1月21日，中共中央、国务院、中央军委、中央文革小组批复南京军区，同意组建中国人民解放军南京军区江苏生产建设兵团。
1973年5月，中央工作会议决定各地生产建设兵团由大军区领导改为省级政府领导。1975年，随着全军大整顿大裁员，全国所有生产建设兵团都脱离军队系统，改为地方农垦。1975年6月5日，经国务院、中央军委批复，撤销江苏生产建设兵团。

## 组织结构
- 兵团司令员：原舟嵊要塞区司令员黄朝天
- 兵团第一政委；江苏省委书记、南京军区第二政委彭冲兼/1970年6月起江苏省军区第一政委吴大胜兼
- 兵团第二政委：江苏省军区第二政委兼钟国楚(安徽省军区副司令员调任)
- 兵团第三政委：江苏省军区第三政委汪运祖兼(南京军区后勤部副部长1971年6月调任)
- 副司令员：李丕功(副军长)、黄志远(上海警备区后勤部部长) 傅少甫(江苏省军区副司令员)、杜耀清(淮阴军分区司令员)、何棣(南京警备师副参谋长)、张恒业(解放军南京外国语学院副院长)、刘群(上海警备区后勤部部长)
- 副政委：宋治民、方中铎(兼兵团政治部主任）
- 副参谋长：刘志诚
- 司令部：下设作训处、军务处、生产处、基本建设处、管理处；
- 政治部：下设秘书处、组织处、干部处、宣传处、保卫处；
- 后勤部：下设财务处、供销处、工交处、军需军械处、机械处、卫生处。